# الصم في مصر

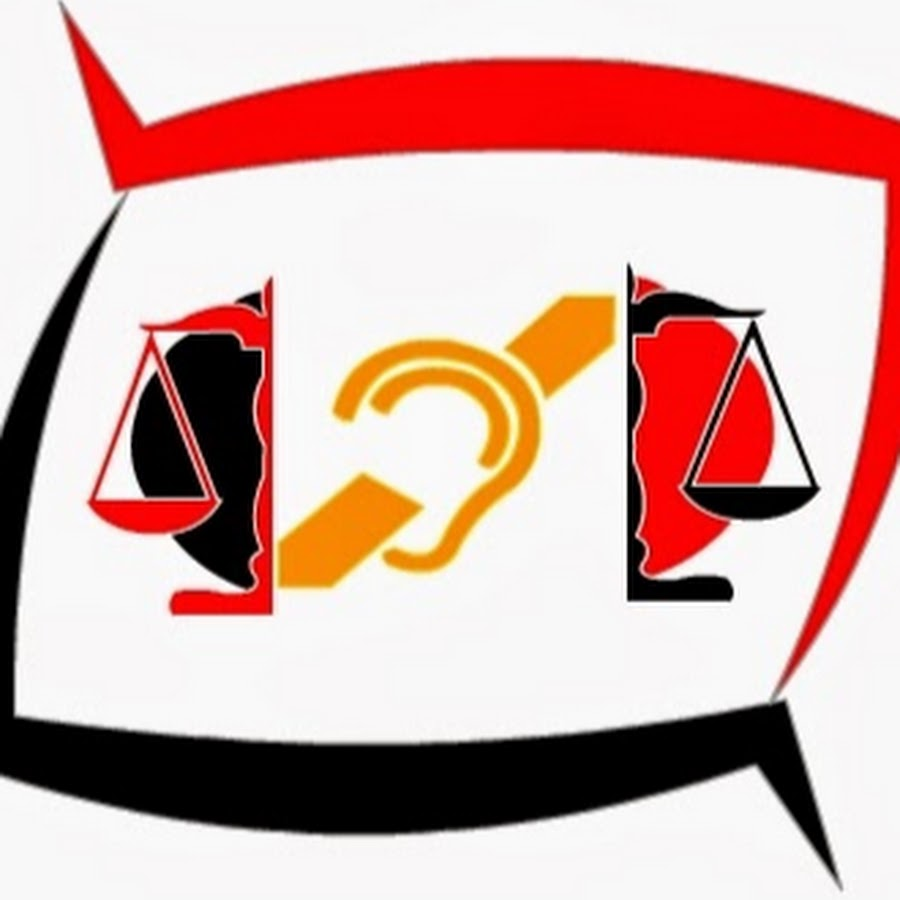

الصم في مصر وفقًا لبيانات وحدة الصم بمدينة القاهرة، يوجد في مصر ما يقرب من 1.2 مليون فرد مصاب بالصم أو ضعف السمع، تتراوح أعمارهم بين خمس سنوات وما فوق. ويمكن اكتشاف الصمم في حالات معينة عند الولادة أو طوال مرحلة الطفولة، وذلك من خلال تأخير التواصل واكتشاف الحرمان اللغوي. اللغة الأساسية المستخدمة بين الافراد الصم في مصر هي لغة الإشارة المصرية (ESL)، والتي تستخدم على نطاق واسع في جميع أنحاء المجتمع في العديد من المؤسسات: مثل المدارس ومراكز الصم وما إلى ذلك. تركز هذه المقالة على العديد من الجوانب المختلفة للحياة المصرية وتأثيراتها على مجتمع الصم.

## نشوء اللغة
لغة الإشارة الأساسية المستخدمة في جميع أنحاء مصر هي لغة الإشارة المصرية (ESL) والتي ظهرت حوالي عام 1984م، وذلك عندما أنشأت الجمعية الوطنية للصم قاموسًا عبر الإنترنت. ووفقًا لريان فان في كتابه "الاتفاق على الفعل والنفي والعلامات الجانبية في لغة الإشارة المصرية"، فإن البيانات الوحيدة الموثقة فيما يتعلق بلغة الإشارة المصرية موجودة في قاموس DVD الذي نشرته وحدة الصم وفي كتاب مدرسي نشرته جمعية أصداء للصم وضعاف السمع في الإسكندرية. لا يوجد حاليًا سوى القليل من المعلومات المتوفرة حول التنوع في اللغة الإنجليزية كلغة ثانية بالإضافة إلى "عدم توفر أوصاف نحوية".

## المنظمات الهامة

### الجمعية الوطنية للصم
يقع مقر الأكاديمية الوطنية للصم في القاهرة القديمة، ولدي الأكاديمية برامج تعليمية للأفراد البالغين من الصم. كما أن الجمعية تدير برامج تعليمية مختلفة للغة الإشارة ومجتمع الصم بمدينة الإسكندرية.

### جمعية الرابطة الأخوية للصم
جمعية الرابطة الأخوية الصم هي عبارة عن منظمة يديرها الصم بالكامل في الإسكندرية.

### المؤسسة المصرية لحقوق الصم
المؤسسة المصرية لحقوق الصم (EIDR) هي مؤسسة في مدينة الجيزة تعمل على الدفاع عن الحقوق القانونية للمصريين الصم.

### رسالة
رسالة(أو جمعية رسالة) هي منظمة خيرية إسلامية في مصر، ولها مراكز في كل أنحاء الجمهورية. وتقوم بعض هذه المراكز بتقديم خدمات تعليمية للأفراد الصم.

### وحدة الصم بالقاهرة
وحدة الصم بالقاهرة هي منظمة/مدرسة للصم مقرها مدينة القاهرة، جمهورية مصر العربية، تقدم مجموعة من البرامج للأفراد الصم وضعاف السمع. في عام 1982، بدأت وحدة الصم بالقاهرة في البداية كمدرسة للأطفال الصم تحت إشراف الأبرشية الأسقفية في مصر قبل أن تتوسع لتشمل برامج تدريب المعلمين، ونادي الصم، وكنيسة الصم، وبرنامجين لإعادة التأهيل المجتمعي، وافتتاح عيادة السمع. إنهم يستهدفون الصم والبكم الذين لا يستطيعون تحمل تكاليف الخدمات ويوفرون لهم الفرص التي يحتاجون إليها اجتماعيًا وماليًا.  أحد أهدافهم الرئيسية هو المساعدة في سد الفجوة بين التفاعل بين الأفراد الصم والسامعين حتى يتمكن الصم من دمج أنفسهم داخل المنظمات السمعية للمساعدة في تعزيز هذه العلاقة. على سبيل المثال، في أحد البرامج، والمتمثل في نادي الصم، يقوم البالغون من الصم بحضور فعاليات مرتين في الأسبوع، وذلك من أجل مساعدتهم على الاندماج في المجتمع، والتعرف على الثقافة المصرية.

### منظمة الصم الدولية
إن منظمة الصم الدولية هي منظمة دينية تقوم بالعمل على منح الأفراد الصم الحق في التعليم والتوظيف والقدرة على ممارسة إيمانهم بلغتهم الأم، وهي اللغة الإنجليزية كلغة ثانية.  بدأت خدمة الصم في عام 1979م، وذلك عندما انتقل نويفيل Neuville وزوجته إلى كوريا الجنوبية وأنشأوا كنيسة صغيرة خصيصًا للصم. انتشرت الرسالة وتوسعت الخدمات أيضًا حيث أصبحت الحدمات الآن تصل إلى 19 دولة، وتوفر الكنائس والمدارس والمصانع الصغيرة ومشاريع المزارع والمراكز المسيحية للصم. والمنظمة تركز على ثلاثة مجالات رئيسة تتمثل في: انشاء الكنائس والتعليم والمساعدة والتطوير بحيث يمكن للأفراد المصابين بالصم استكشاف مجتمعهم وثقافتهم من خلال إيمانهم.

## الكشف المبكر عن السمع والتدخل
لا يوجد برنامج فحص السمع الشامل للأطفال حديثي الولادة في مصر. وإنما هناك مجموعة من المبادرات والدراسات التي تم تدشينها، ووضعها موضع التنفيذ للبدء في فحص الأطفال حديثي الولادة. في سبتمبر 2019م قامت وزارة الصحة والسكان بإجراء مسحًا للسمع "كجزء من مبادرة رئاسية للكشف المبكر وعلاج فقدان السمع وضعف السمع لدى الأطفال حديثي الولادة على مستوى الجمهورية". وقد شارك في هذه المبادرة حوالي 3500 مركز صحي، وذلك من اجل فحص الأطفال حديثي الولادة منذ اليوم الأول للولادة وحتى اليوم الخامس والعشرون بعد الولادة.
والمبادرة تتضمن خطة للبدء في تحديد الأطفال حديثي الولادة الذين يعانون من فقدان السمع. وبعد عملية الفحص الأولي، تم إعادة فحص حوالي 174.465 مولودًا جديدًا. وبعد الفحص الثاني، تم إحالة أكثر من 18.945 مولودًا جديدًا إلى ما يقرب من 30 مستشفى ومركزًا طبيًا مختلفًا في جميع أنحاء الجمهورية، وذلك من أجل الحصول على مزيد من التقييم بسبب المخاوف التي تم العثور عليها أثناء عملية فحصهم.  تتراوح هذه الإحالات ما بين الحاجة إلى تقنيات السمع مثل زراعة القوقعة أو المعينات السمعية إلى مزيد من العلاج الطبي للتشخيص بسبب نقص الموارد في البلاد. ونتيجة لعدم وجود نظام UNHS، قامت العديد من المستشفيات والمراكز الطبية في تنفيذ أساليبها وإجراءاتها واختباراتها الخاصة، وذلك من أجل المساعدة في الكشف عن فقدان السمع عند الأطفال حديثي الولادة. تتضمن بعض هذه الاختبارات والأساليب ما يسمي بالانبعاثات الصوتية الأذنية المستحثة العابرة (TEOAE) والاستجابة السمعية لجذع الدماغ (ABR). كما يتم عمل اختبارات TEOAE الخلايا الشعرية الخارجية للقوقعة بسلسلة من المحفزات مثل النقرات بينما تقيس اختبارات ABR ردود الفعل تجاه الجهاز العصبي بسلسلة من المحفزات.
على الرغم من أن مصر لم تقم حتي الآن بتنفيذ نظام UNHS، فقد قامت بابتكار طريقة فحص تسمى فحص السمع المستهدف لحديثي الولادة (TNHS). ويمكن القول أن فحوصات TNHS طريقة فحص تعتمد على المخاطر حيث يتم فحص الأطفال حديثي الولادة فقط، والذين يشكلون عوامل خطر محتملة لفقدان السمع واختبار الخصيتين بعد الولادة. ويعد نظام TNHS بمثابة "حل وسط" بين نطاقين: عدم وجود نظام UNHS، ونظام UNHS يعمل بكامل طاقته.
وعندما يتعلق الأمر بإجراءات خاصة بالتدخل المبكر، يميل البحث نحو بذل المزيد من الجهود التعليمية من جانب الوالدين، في حين أن هذا الأمر لا يبدأ بالنسبة للطفل إلا عندما يدخل المدرسة. وتقيم وحدة الصم في مدينة القاهرة دروسًا لتعليم اللغة الإنجليزية بوصفها لغة ثانية للآباء وأفراد الأسرة والأصدقاء، وذلك من أجل غمرهم في تعلم اللغة الإنجليزية بوصفها لغة ثانية. كما يقدمون هناك ورش عمل لتعليم الآباء كيفية احترام طفلهم الصم، وكسر المفاهيم الثقافية الخاطئة حول عدم قدرة الصم على السمع مثل الأفراد الذين يتمتعون بالقدرة على السمع. وكجزء من حملة بدأت في عام 2019م، سوف يتم تقديم تقنيات السمع مثل زراعة القوقعة للأطفال المحتاجين إليها.  ولا تزال هناك حواجز يجب التغلب عليها والتي تؤدي إلى عدم حصول الأطفال على أجهزة السمع إذا أرادوا الحصول عليها، ذلك بسبب التكاليف المالية غير المرتبطة على وجه التحديد بجهاز زراعة القوقعة مثل التكلفة الخاصة بالجراحة والعلاج ما بعد الجراحة وكذلك علاجات المتابعة.

## الحرمان اللغوي

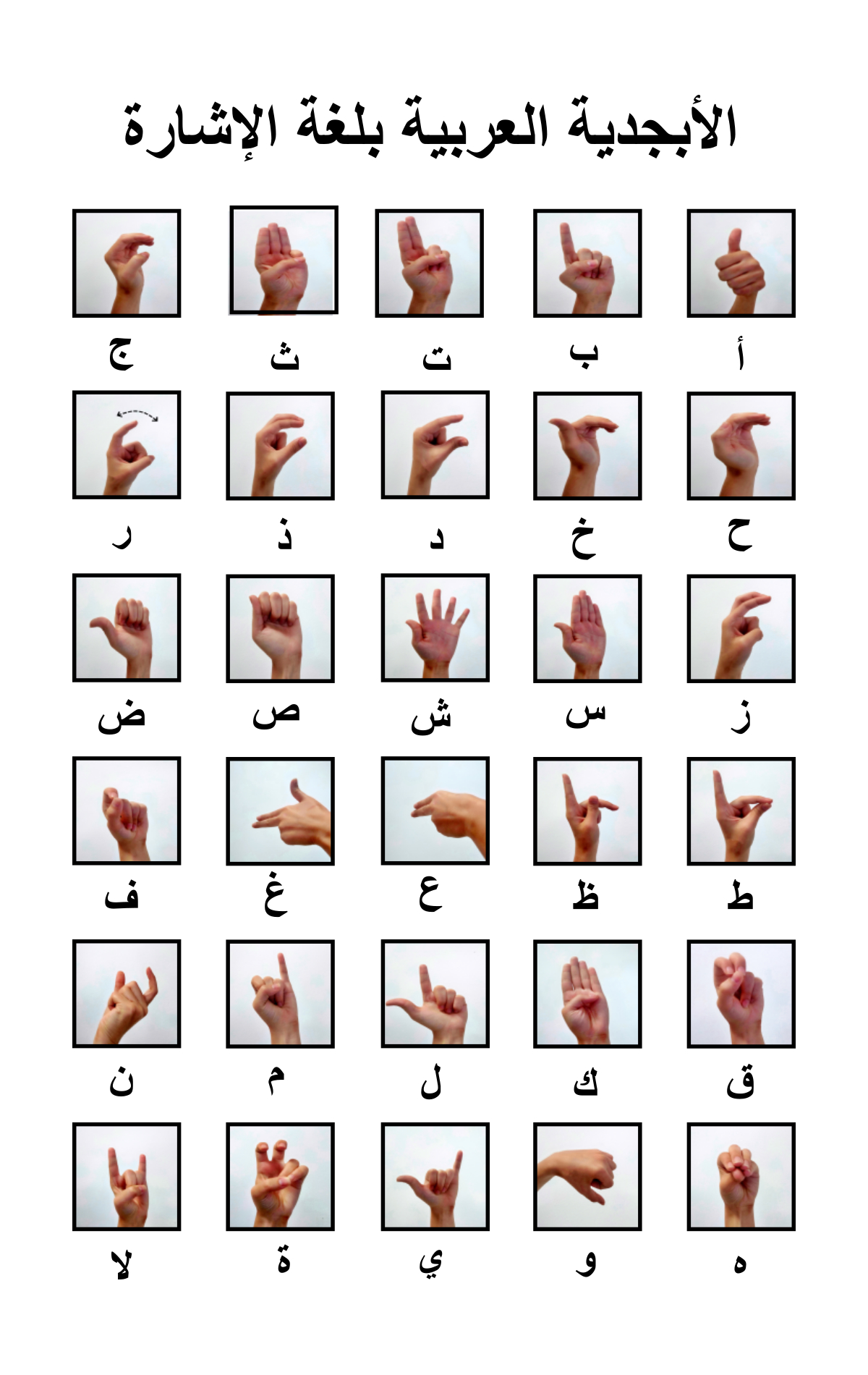

الحرمان اللغوي هو المصطلح العالمي المستخدم في الوصف، وذلك عندما يفتقر الطفل إلى القدرة على الوصول إلى "لغة طبيعية أثناء السنوات الحاسمة لتعلم اللغة". عندما يعاني الطفل من الحرمان اللغوي خلال "فترة حاسمة" فإنه يكون معرضًا لخطر التعرض للتأخير الإدراكي واللغوي. وقد أظهرت الدراسات في مصر أن الحرمان اللغوي يمثل مشكلة بين الأطفال المصابين باضطرابات فرط الحركة وتشتت الانتباه. وفي عام 2015، انطلقت مجموعة من الباحثين لتحديد عوامل الخطر المرتبطة بعدد حالات تأخر نمو اللغة لدى الأطفال الذين تم إحالتهم إلى وحدة طب النطق وطب الأعصاب للأطفال بجامعة سوهاج (PNUSU).  تم تقسيم الدراسة إلى قسمين؛ الأولى: تتمثل في تقييم الثقافة الاجتماعية والديموغرافية للطفل وأسرته، والآخرى تتضمن تقييمات اللغة باستخدام مقاييس لغوية موحدة.  وشملت الدراسة 800 طفل مصري يتحدثون اللغة العربية ولكنهم يعانون من تأخر في التطور اللغوي، وتتراوح أعمارهم ما بين 18 شهرًا و 5 سنوات، وكانت النتائج بين ضعاف السمع مثيرة جدًا للقلق. وبحسب الدراسة، "فهناك من بين 172 حالة من حالات ضعف السمع، تم تقديم 67 حالة بنسبة (39.0%) بين 3-5 سنوات، و 46 حالة بنسبة (26.2%) بعد 5 سنوات، و 39 حالة بنسبة (22.7%) بين 2-3 سنوات، و21 حالة بنسبة (12.2%) قبل عامين". ومن بين جميع الحالات المدروسة، كانت نسبة الأطفال الذين يعانون من ضعف السمع وتأخر اللغة. كانت من بين أعلى ثلاث حالات.

## التعليم الابتدائي والثانوي
وحدة الصم في القاهرة هي عبارة عن مدرسة صغيرة للصم في مدينة القاهرة، جمهورية مصر العربية، وتضم حاليًا 60 طالبًا. وتوفر هذه الوحدة للطلاب الصم، الذين يأتون في غالب الأمرمن أسر تتمتع بالقدرة على السمع، الفرصة ليس فقط للانغماس في تعليم الصم، بل وتعزيز "التواصل الأفضل بين الصم والأشخاص الذين يتمتعون بالقدرة على السمع". وحدة الصم هي عبارة عن مدرسة داخلية حيث يتم منح الأطفال ثلاث وجبات في اليوم وكذلك مكانًا للعيش والمبيت، كل ذلك من أجل إنشاء مجتمع للصم. المدرسة تتكون من "معلمتين من ذوي الإعاقة (صم)، و12 معلمة لديهن القدرة على السمع، و2 من الأمهات الصم في المنزل، و2 من أمهات الصم السامعات، كما تضم المدرسة خمسة موظفين إداريين بدوام كامل، وخمس نساء يقدمن الدعم من خلال أعمال المطبخ والتنظيف".  يتلقى الطلاب تعليمهم على مستوى المرحلتين الابتدائية والمتوسطة، وبعد إكمال المنهج الدراسي، يخضعون للامتحانات الحكومية في إحدى المدارس الحكومية، وذلك من أجل الحصول على شهادة حكومية. ثم يغادر الأطفال وحدة الصم في الصباح من أجل تلقي التعليم الثانوي في مدرسة حكومية محلية، لكنهم يعودون إلى وحدة الصم بعد المدرسة، وذلك من أجل المساعدة في رعاية الأطفال الأصغر سنًا، أو أخذ دروس إضافية، أو الحصول على مساعدة في دراستهم. إن الهدف من وحدة الصم هو إعداد الطلاب الصم ليكونوا قادرين على التفاعل والعيش خارج مجتمع الصم وكذلك تزويدهم أيضًا بمهارات الثقة ليكونوا قادرين على عيش حياة مستقلة ناجحة.

## التوظيف
يتم تحديد الوضع الوظيفي والفرص المتاحة للأفراد الصم في مصر من خلال بعض الوثائق الحكومية. حيث تنص المادة (81) من دستور جمهورية مصر العربية لعام 2014م على أن الأشخاص من ذوي الإعاقة يجب أن يُمنحوا فرصًا متساوية في جميع مجالات الحياة مثل: الوظائف، والتكيف البيئي، والحقوق الأقتصادية والصحية والاجتماعية والسياسية، والعدالة، إلخ. كما تنص المادة (10) من قانون إعادة التأهيل رقم 39، والذي تم تعديله بعد ذلك بالقانون رقم 49 لسنة 1981، على أن "يخصص خمسة في المائة من إجمالي عدد الموظفين في كل وحدة من وحدات الجهاز الإداري للدولة والهيئات العامة والقطاع العام، للمعاقين الحاصلين على شهادات إعادة التأهيل".وقد كانت الحصة الأصلية المنصوص عليها في هذا القانون 2%، وذلك قبل تعديلها في عام 1981م وزيادتها إلى 5% من الموظفين في مؤسسة العمل يجب أن يكونوا من ذوي الإعاقة. وفي عام 2006م، قدرت الإحصاءات الخاصة بالتعداد السكاني المصري أن حوالي 1.8% من سكان مصر يعانون من الإعاقة، وبطبيعة الحال الصم من بينهم.
بدأت مؤسسة فولبرايت مصر مؤخرًا في قبول الأفراد الصم في برنامج مبادرة الكلية المجتمعية (CCI). حيث تقوم CCI بإرسال ما يقرب من 1000 رجل وامرأة من مصر إلى الولايات المتحدة من أجل الألتحاق بالكليات المجتمعية للتدريب المهني، ويهدف البرنامج بشكل خاص إلى تعليم الأفراد الصم المهارات اللازمة التي تساعد في تحسين احتمالات حصولهم على عمل.وفي إطار ذلك يُطلب من الأفراد الصم الذين تم قبولهم في البرنامج أخذ دورة في اللغة الإنجليزية، وتعلم لغة الإشارة الأمريكية قبل السفر إلى الولايات المتحدة. والبرنامج يتضمن دورات شاملة تغطي جميع المجالات التي يرغب المتقدمون في دراستها، والتي تشمل كل من: الفوتوشوب، والتطريز، وصيانة الكمبيوتر، وما إلى ذلك من حرف ومهارات. وعندما عاد الأفراد الصم من أمريكا إلى مصر تلقوا تدريبًا إضافيًا حول كيفية التواصل مع الآخرين (الصم والسامعين) والذي تم تنفيذه من أجل تحسين مهارات العمل الجماعي والمقابلات. وقد أعرب الأفراد الصم الذين شاركوا في هذا البرنامج عن قدرتهم على فهم ما تعلموه من خلال تدريبهم وتطبيقه في مهنهم الجديدة.

## الرعاية الصحية
وفي المادة (81) من الدستور المصري، والتي تنص على أن الأشخاص ذوي الإعاقة يجب أن يتمتعوا بفرص متساوية في جميع مجالات الحياة مثل: العمل، والاقتصاد، والشؤون الاجتماعية، والصحية، والتكيف البيئي، والحقوق السياسية، والعدالة، إلخ. ووفقًا للمادة وفيما يتعلق بـــ"الإعاقة في شمال إفريقيا"، فإن "خدمات الصحة والتأهيل للأطفال والبالغين ذوي الإعاقة غير كافية، كما أنها ذات جودة رديئة، ولا تلبي جميع احتياجاتهم". وعلى الرغم من تصديق مصر على اتفاقية الأمم المتحدة لحقوق الأشخاص ذوي الإعاقة، فإن القوانين التي تحظر التمييز في مختلف مجالات الحياة غير موجودة، او موجودة ولكن لا يتم تنفيذها".
بالنسبة للأفراد الصم، فإن الأجهزة المساعدة، مثل قوقعة الأذن المزروعة وأجهزة السمع، هي خدمات إعادة تأهيل بها بعض المشكلات. إن التنسيق بين المعايير الفنية والعاملين في مجال الرعاية الصحية ضعيف، مما أدى إلى "استخدام غير كاف" لهذه الأجهزة.